# Al Cantello
Al Cantello (Estados Unidos, 9 de junio de 1931-17 de enero de 2024) fue un atleta estadounidense especialista en lanzamiento de jabalina que participó en los Juegos Olímpicos.

## Carrera
A nivel universitario militó con La Salle Explorers de donde se graduó en 1955. Cuatro años después participa en los Juegos Panamericanos de 1959 en Chicago donde obtiene la medalla de bronce en lanzamiento de jabalina y con ello logró la clasificación a los juegos Olímpicos de Roma 1960.
En las rondas de clasificación logró el segundo registro más alto con 79.72 metros, pero en la ronda final terminó de décimo luego de registrar apenas 74.7 metros. En ese mismo año lograría el campeonato nacional en la disciplina y a nivel internacional finalizó en cuarto lugar. En 1964 la revista Sport magazine lo calificó como el mejor lanzador de jabalina del mundo y su mayor registró se dio en Compton, California de 86.04 metros.

## Tras el retiro
Luego de retirarse como competidor, Cantello pasó a ser entrenador del Navy Midshipmen por más de 50 años, y fue nombrado como el entrenador del año de la NCAA de la División Mid-Atlantic en tres ocasiones. Se retiró del cargo en 2018. cuando era estudiante universitario en La Salle, Cantello fue dos veces All-American en atletismo. Fue campeón de la conferencia Mid-Atlantic Conference tres veces seguidas y también ganó en Penn Relays.
En 2013 Cantello fue inducido al U.S. Track & Field and Cross Country Coaches Association (USTFCCCA) Coaches Hall of Fame junto a Ron Allice, Dennis Craddock, Jim Hunt, Curtis Frye y Paul Olsen.